# 麥克·艾里
麥可·布朗（英語：Michael Brown，1973年8月3日—），以其藝名麥可·艾里（Michael Ealy，/ˈiː.li/）闻名，是一位美国演员。他因出演《哈啦大髮師》《速度与激情2》《劫匪》《男人行不行》《昨夜風流》《男人行不行2》和《完美傢伙》而广为人知。艾里在福斯廣播公司的科學幻想警察剧情电视剧《機器之心》中主演机器人多利安。

## 早年经历
艾里出生在華盛頓哥倫比亞特區并成长于馬里蘭州銀泉。艾里从泉溪高中毕业后便就读于大學公園市的馬里蘭大學學院市分校。他的母亲工作于IBM，而父亲则在食品杂货公司里工作。

## 职业生涯
他从1990年代晚期开始接触演戏，在外百老匯出演了几场舞台剧。其中《神鬼拍档》和《誰吻了潔西卡》为他的电影首秀。他在2002年的《哈啦大髮師》饰演洗心革面的街头暴徒瑞奇·納什取得演绎生涯突破，其在2004年的续集《哈啦大髮師2》继续担任该角色。2003年，他在《玩命关头》系列的第二部《速度与激情2》饰演斯奈普·杰克。在之后的2004年，他与DMX共同出演《決不低頭》。他还在瑪麗亞·凱莉的2005年专辑《天后再臨-解放咪咪》热门单曲《Get Your Number》的音乐录影带中出演。
2005年，他与奥斯卡金像奖得主荷莉·貝瑞共同出演《凝望上帝》的電視電影版本，这是由歐普拉·溫芙蕾和昆西·瓊斯制作。而在同一年，他主演了由马克·拜宁所执导的独立电影《果凍煙》。他主演Showtime電視網的电视剧《危機四伏》，其第一季于2005年12月4日至18日播映，而第二季则于2006年12月10日至17日播映。
2006年12月14日，艾里因在《危機四伏2》的表现而获得金球奖最佳男主角：連續短劇與電視電影的提名。2008年12月，他与威爾·史密斯共同出演了电影《七生有幸》，并在其中饰演班·湯馬斯。他还在碧昂丝《光环》的音乐录影带担当主要角色，并在美國廣播公司的电视剧《超時空感應》中饰演CIA陆军校级军官馬歇爾·弗格尔。
艾里还在特定版咖啡桌书（《About Face》）里出现，该杂志由明星摄影师约翰·拉索拍摄，并由Pixie Press Worldwide出版。他普遍地在一些独立作品中演出角色。2009年，他出演了《人語錄》，这部记录长片将每一天的美国人的信、日记和话语以一些戲劇和音樂的方式演出，根据历史学家霍華德·津恩的书籍《美國人民的歷史》所改编。
2010年，艾里在《法庭女王》的第二季中饰演律师德里克·龐德。他还在2010年动作电影《偷天搶地》中饰演杰克·阿提卡，并在USA電視台的原创电视剧《共同法则》中饰演崔維斯·马克斯，该电视剧讲述了两个警察因为经常吵架而要被送去作个人辅导。《共同法则》继《律海佳人》之后于2012年5月11日首映。

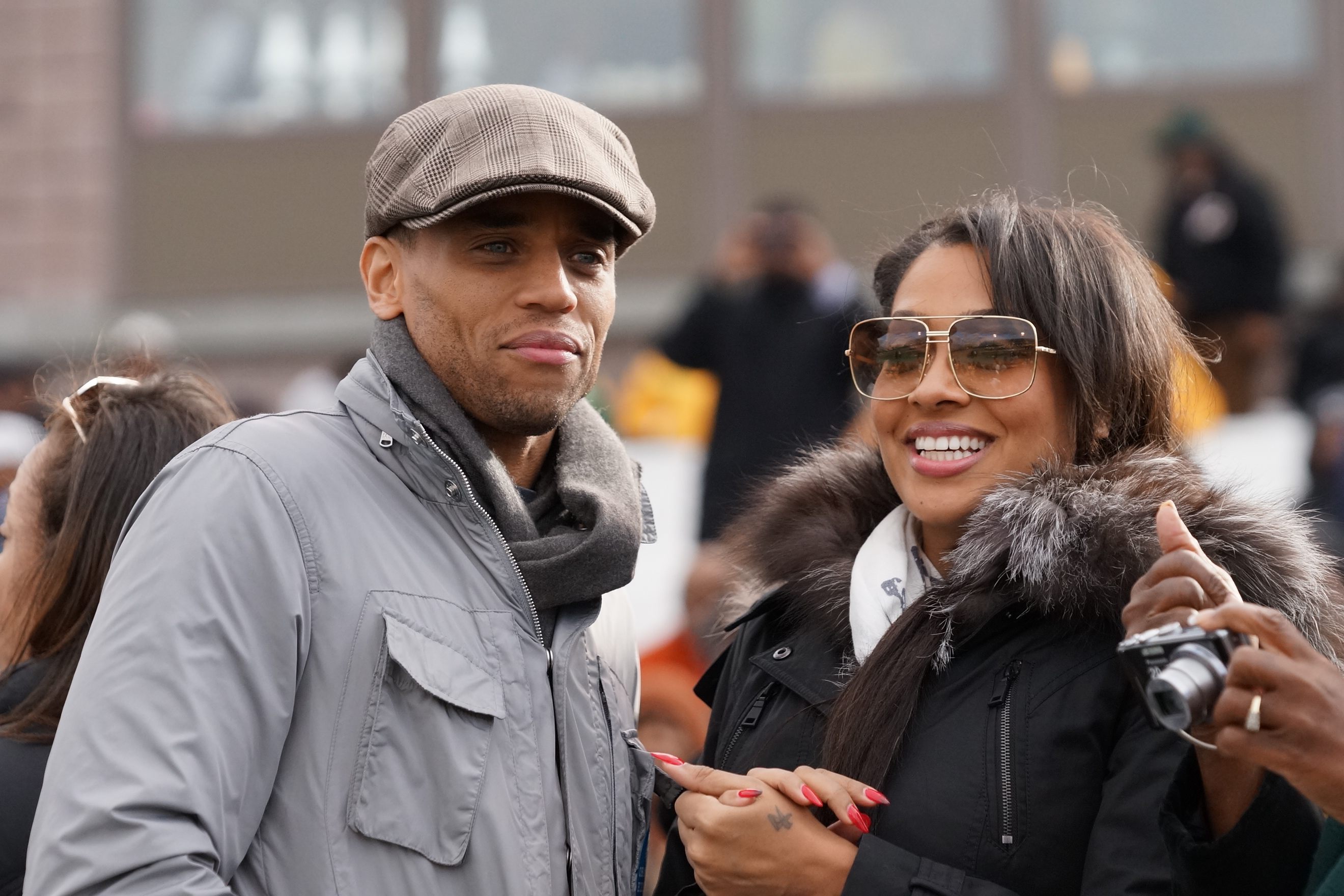
2012年，艾里与拉拉·安東尼

艾里在2012年的喜剧《男人行不行》和其2014年的续集《男人行不行2》中饰演多利安，并在2012年励志电影《無條件》中饰演「乔爸爸」。他在《男人行不行》和2014年的《昨夜風流》都与凱文·哈特饰演对手戏。
2013年，艾里与福克斯廣播公司签约，在电视剧《機器之心》中饰演「多利安」。这一部科幻警方侦察片设定在2048年，其描述了两个警察使用一些复杂的科技来解决未来犯罪，因而产生了情愫。艾里饰演机器人「多利安」，这一个老一点的机器模型因为有人工情绪而经常被认为不太可靠，而他的任务是去保护其拍档约翰·肯尼士（卡爾·厄本饰演）。这部电视剧于2013年至2014年在福克斯播映了一季。
2015年，他在电视剧《殺手信徒》第三季饰演连环杀手「特奥」。艾里参演了美國廣播公司的犯罪悬疑电视剧《祕密與謊言》第二季，而其于2016年停止播映。
他目前在《玛丽简的单身生活》第四季主演。

## 私人生活
2012年10月，艾里与其交往4年的女朋友卡蒂拉·拉菲格扎達结婚，并在洛杉矶举行婚礼，共育有一子一女。

## 影视作品

### 电影
| 年份 | 电影                     | 角色                 |
| ---- | ------------------------ | -------------------- |
| 2001 | 《誰吻了潔西卡》         | 格雷格               |
| 2002 | 《神鬼拍檔》             | G-Mo                 |
| 2002 | 《哈啦大髮師》           | 瑞奇·納什            |
| 2003 | 《玩命關頭2：飆風再起》  | 斯奈普·杰克          |
| 2004 | 《十一月》               | 傑西                 |
| 2004 | 《哈啦大髮師2》          | 瑞奇·納什            |
| 2004 | 《绝不低头》             | 邁克                 |
| 2005 | 《果冻烟》               | 雅各                 |
| 2008 | 《聖安娜的奇蹟》         | 卡明斯軍士           |
| 2008 | 《七生有幸》             | 班·湯馬斯            |
| 2009 | 《人語錄》               | 他自己               |
| 2010 | 《劫匪》                 | 傑克·阿提卡          |
| 2010 | 《彩虹豔盡半邊天》       | 鮑爾·威利            |
| 2011 | 《瑪格利特》             | 律师戴夫             |
| 2012 | 《決戰異世界：未來復甦》 | 侦探塞巴斯蒂安       |
| 2012 | 《男人行不行》           | 多米尼克             |
| 2012 | 《无条件》               | 「乔爸爸」布拉德福德 |
| 2013 | 《賭城大丈夫》           | 以斯拉               |
| 2014 | 《昨夜風流》             | 丹尼                 |
| 2014 | 《男人行不行2》          | 多米尼克             |
| 2015 | 《完美傢伙》             | 卡特·当肯            |
| 2017 | 《異世浮生》             |                      |

### 电视剧
| 年份    | 电视剧                       | 角色                      | 笔记                 |
| ------- | ---------------------------- | ------------------------- | -------------------- |
| 2000    | 《都會》                     | 凯文·麥克達德             | 未上映电视试播集     |
| 2002    | 《急診室的春天》             | 里克·肯德里克             | 剧集《後見之明》     |
| 2005    | 《凝望上帝》                 | Virgible 'Tea Cake' Woods | 美國廣播公司电视电影 |
| 2005–06 | 《危機四伏》                 | 德尔温·賽義德             | 主角，18集           |
| 2007    | 《嫌疑犯》                   | 检测器马库斯·蒂爾曼       | 电视电影             |
| 2009–10 | 《超時空感應》               | 馬歇爾·弗格爾             | 反复出现的角色，10集 |
| 2010    | 《法庭女王》                 | 德里克·龐德               | 反复出现的角色，12集 |
| 2011    | 《加州靡情》                 | 本                        | 5集                  |
| 2012    | 《共同法則》                 | 崔維斯·馬克斯             | 主角，12集           |
| 2012    | 《WWE Raw》                  | 他自己                    | 5月7集               |
| 2013–14 | 《機器之心》                 | 多利安                    | 主角，13集           |
| 2015    | 《殺手信徒》                 | 特奧                      | 主角（第三季），10集 |
| 2016    | 《祕密與謊言》               | 埃里克·華納               | 主角（第二季）       |
| 2022    | 《窗邊女孩與對街屋中的女子》 | 道格拉斯·惠特克           | 主角，8集            |

### 音乐录影带
| 年份 | 音乐录影带          | 艺人                          | 角色              |
| ---- | ------------------- | ----------------------------- | ----------------- |
| 2005 | 《Get Your Number》 | 瑪麗亞·凱莉                   | 瑪麗亞·凱莉的恋人 |
| 2009 | 《光环》            | 碧昂丝                        | 碧昂丝的恋人      |
| 2012 | 《Tonight》         | 约翰·传奇（由路達克里斯伴唱） | 女人的恋人        |

## 奖项与提名
| 年份 | 提名作品           | 奖项                   | 范畴                           | 结果 |
| ---- | ------------------ | ---------------------- | ------------------------------ | ---- |
| 2007 | 《危机四伏》       | 金球奖                 | 最佳男主角：連續短劇與電視電影 | 提名 |
| 2005 | 《凝望上帝》       | 黑捲軸獎               | 最佳男演员                     | 獲獎 |
| 2010 | 《彩虹豔盡半邊天》 | 非裔美籍影評人協會     | 最佳男配角                     | 獲獎 |
| 2011 | 《彩虹豔盡半邊天》 | 有色人種促進協會形象獎 | 傑出電影男配角                 | 提名 |
| 2012 | 《男人行不行》     | 青少年选择奖           | 電影票選獎：浪漫喜劇男演員     | 提名 |